# 多啦A夢大富翁
多啦A夢大富翁（香港又译作、，香港旧译），是由香港勁一番遊戲工作室（今為智傲集團）於1998年12月23日推出（2007年2月再版，台灣則由智冠科技代理）、以多啦A夢為主題的大富翁電腦遊戲。該遊戲獲得日本小學館授權及共同開發。因為該動畫在香港極受歡迎，遊戲同時由香港無綫電視原班配音員負責粵語配音工作，遊戲銷量逾100,000套，創下了香港單機遊戲銷售紀錄。

## 遊戲內容

遊戲畫面

多啦A夢大富翁可以由1至4個人共同進行，每個玩家輪流移動，以遊戲內的貨幣「豆沙包」購買不動產，讓對手行經自己不動產以收取租金，令對手陷入破產為目標，當其它玩家皆破產後，最後的玩家即是勝利者。其中，部份道具會隨機出現在地圖上讓玩家取得，而遊戲也設有商店讓玩家購買道具使用(以豆沙包付款)。
遊戲開始時，每個角色的手上和礦山（功能形同一般大富翁遊戲的銀行）裡分別有1,000個豆沙包，而小夫有2,000個。

### 可玩角色
遊戲內共有7個角色，其中6個為普通角色，黃耳多啦A夢為隱藏角色，每個角色都有優點及缺點，分別對應了他們在原作中的特性。
| 角色名稱    | 粵語配音員 | 優點                                             | 缺點                                             |
| ----------- | ---------- | ------------------------------------------------ | ------------------------------------------------ |
| 哆啦A梦     | 林保全     | 遊戲開始時便擁有一半道具                         | 每前進一格便會吃掉一個豆沙包                     |
| 大雄        | 卢素娟     | 每個月可得到道具「空氣槍」一個及射擊道具必中屬性 | 不能對靜香使用有攻擊目標的道具                   |
| 靜香        | 梁少霞     | 每月可得到道具「人見人愛丸」、「友情藥囊」       | 逢星期日都會因洗澡而停止前進一次                 |
| 多啦美      | 曾佩仪     | 遊戲開始時便擁有一半道具                         | 無                                               |
| 小夫        | 黃凤英     | 遊戲開始時比別人多一倍豆沙包（2,000個）          | 在玩家操縱時不能購買或拾起人見人愛丸及友情藥囊。 |
| 胖虎        | 郭志权     | 任何人與他相遇都要給他少量的豆沙包               | 最多只能走四步。                                 |
| 黃耳多啦A夢 | 林保全     | 遊戲開始時便擁有所有道具                         | 無                                               |

### 遊戲元素
- 主地圖 - 共有8張
- 地主建築物 - 地主建築物共有5級，分別為空地基、鈴鐺地基、鈴鐺銅像、鈴鐺銅像(高台階)、地主銅像。
- 道具 - 所有道具都取材《多啦A夢》裡出現的道具，玩家可以利用道具來幫助自己，每個道具都有功用。但玩家若選擇使用道具，則不能前進。
- 運氣 - 遊戲中不時會發生不少小事件，當玩家停留在仙人圈時，會以三選一的方式觸發事件。
- 倒霉區域 - 當玩家踏中陷阱格，會被傳送至倒霉區域，角色的行動和移動都會受限。
- 道具商店 - 購買或售出道具之處。
- 遊戲中心 - 任何一位玩家踏中並在遊戲室前停下，全部玩家都要進行由電腦隨機選擇的小遊戲，遊戲完結時會依照分數多寡而分派豆沙包。
- 礦山 - 功能形同其它大富翁遊戲的銀行，是玩家存入及提取「豆沙包」的地方。
- 天國 - 在特定條件下可進入的隱藏地圖，內有大量豆沙包。
- 迷你遊戲 -除了大富翁模式之外另有八款迷你遊戲 :

1. 竹簍接取銅鑼燒
2. 眼明手快舉對旗
3. 田間路競速
4. 極致放大燈
5. 蛋糕國競速
6. 我是快拳王
7. 記憶道具之路
8. 彈簧跳躍秀